# Анцола дел'Емилия
Анцо̀ла дел'Емѝно (на италиански: Anzola dell'Emilia, на местен диалект Anzôla, Анцола) е град и община в северна Италия, провинция Болоня, регион Емилия-Романя. Разположен е на 38 m надморска височина. Населението на общината е 11 851 души (към 2010 г.).